# Димитрова (Рыбницкий район)
Дими́трова — село в Рыбницком районе непризнанной Приднестровской Молдавской Республики. Вместе с сёлами Красненькое и Ивановка входит в состав Красненьского сельсовета. Основано в начале XX века. В 2004 году население села составляло 64 человека.